# 比朗 (上比利牛斯省)
比朗（法語：Bulan，法語發音：[bylɑ̃]）是法国上比利牛斯省的一个市镇，属于巴涅尔德比戈尔区。

## 地理
比朗（43°2'22"N, 0°16'42"E）面积3.41 平方千米，位于法国奧克西塔尼大區上比利牛斯省，该省份为法国西南部内陆省份，北至热尔省，西接大西洋比利牛斯省，南与西班牙接壤，东临上加龙省。
与比朗接壤的市镇（或旧市镇、城区）包括：巴采尔、阿罗代、阿斯克、埃斯科特、埃斯佩什、拉博尔德、隆内。

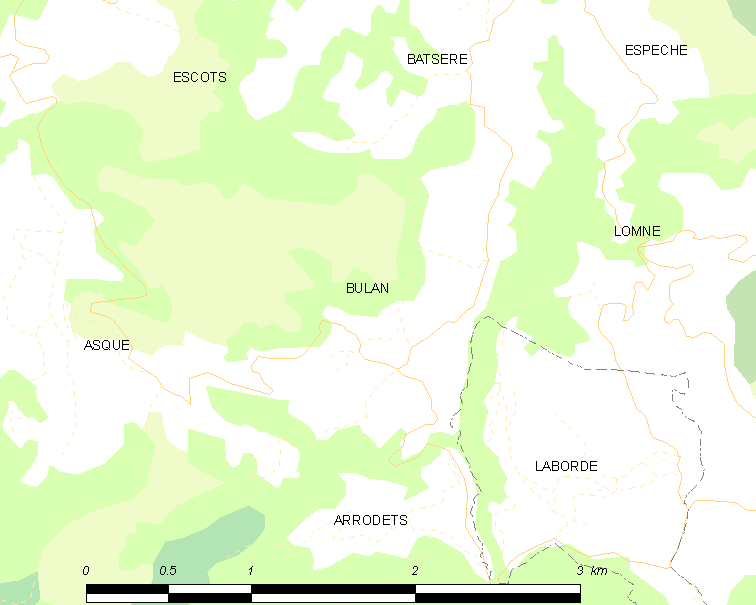
的OSM定位图

比朗的时区为UTC+01:00、UTC+02:00（夏令时）。

## 行政
比朗的邮政编码为65130，INSEE市镇编码为65111。

## 政治
比朗所属的省级选区为阿罗斯河与巴伊斯河谷县。

## 人口

1962-2008年间人口变化图示

比朗于2022年1月1日时的人口数量为59人。